# Мойсеевка (Житомирская область)
Мойсеевка (укр. Мойсіївка) — село на Украине, основано в 1901 году, находится в Коростенском районе Житомирской области.
Код КОАТУУ — 1822382803. Население по переписи 2001 года составляет 65 человек. Почтовый индекс — 11580. Телефонный код — 4142. Занимает площадь 0,374 км².

## Адрес местного совета
11580, Житомирская область, Коростенский р-н, с. Лесовщина, ул. Житомирская, 48